# Massif des Trois Forêts
Le massif des Trois Forêts est un massif forestier constitué des forêts d'Halatte, Ermenonville et Chantilly. Situé en Picardie dans le Sud du département de l'Oise, d'une superficie d'environ 14 000 hectares, il forme la ceinture verte du Nord de Paris. L'ensemble des trois forêts appartient au territoire du Parc naturel régional Oise-Pays de France. Le premier nom du parc, lors de la période d'étude avant sa création, était d'ailleurs « Parc naturel régional des trois forêts ». Ce domaine forestier relève en majeure partie de la forêt domaniale, sauf la forêt de Chantilly qui appartient à l'Institut de France. Ces trois forêts sont ainsi gérées par l'unité territoriale des Trois-Forêts de l'Office national des forêts, basée à Chantilly. Par ailleurs, deux zones site natura 2000 sont communes à ces trois massifs.

## Galerie

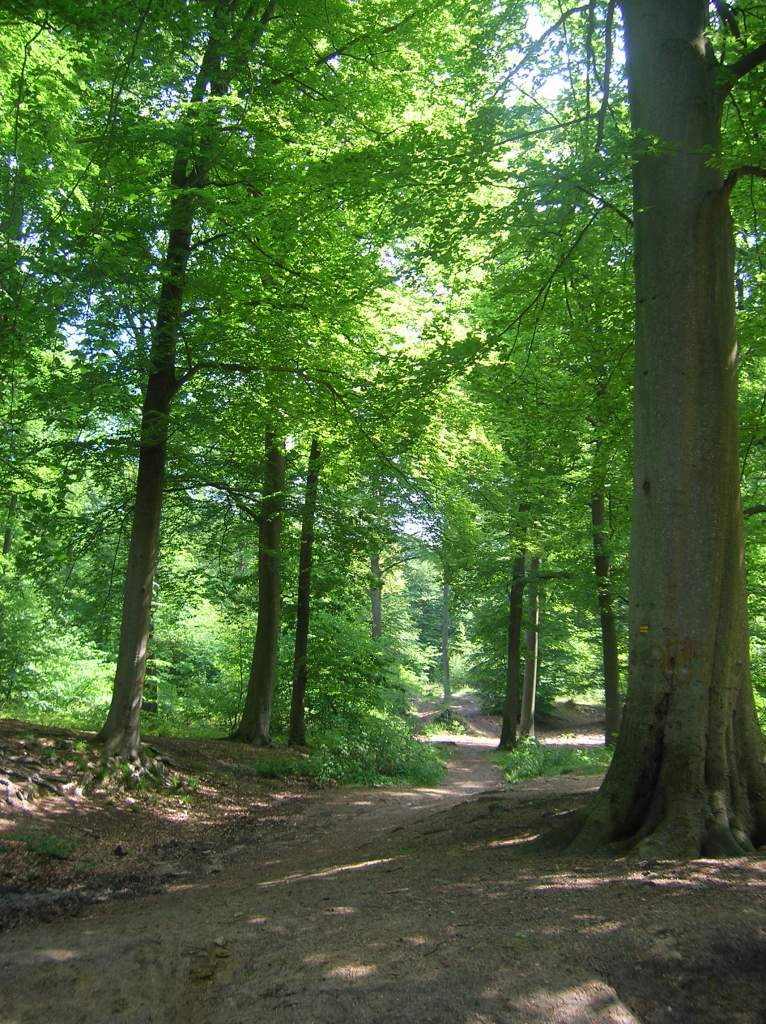
La forêt de Chantilly du côté de Coye-la-Forêt.
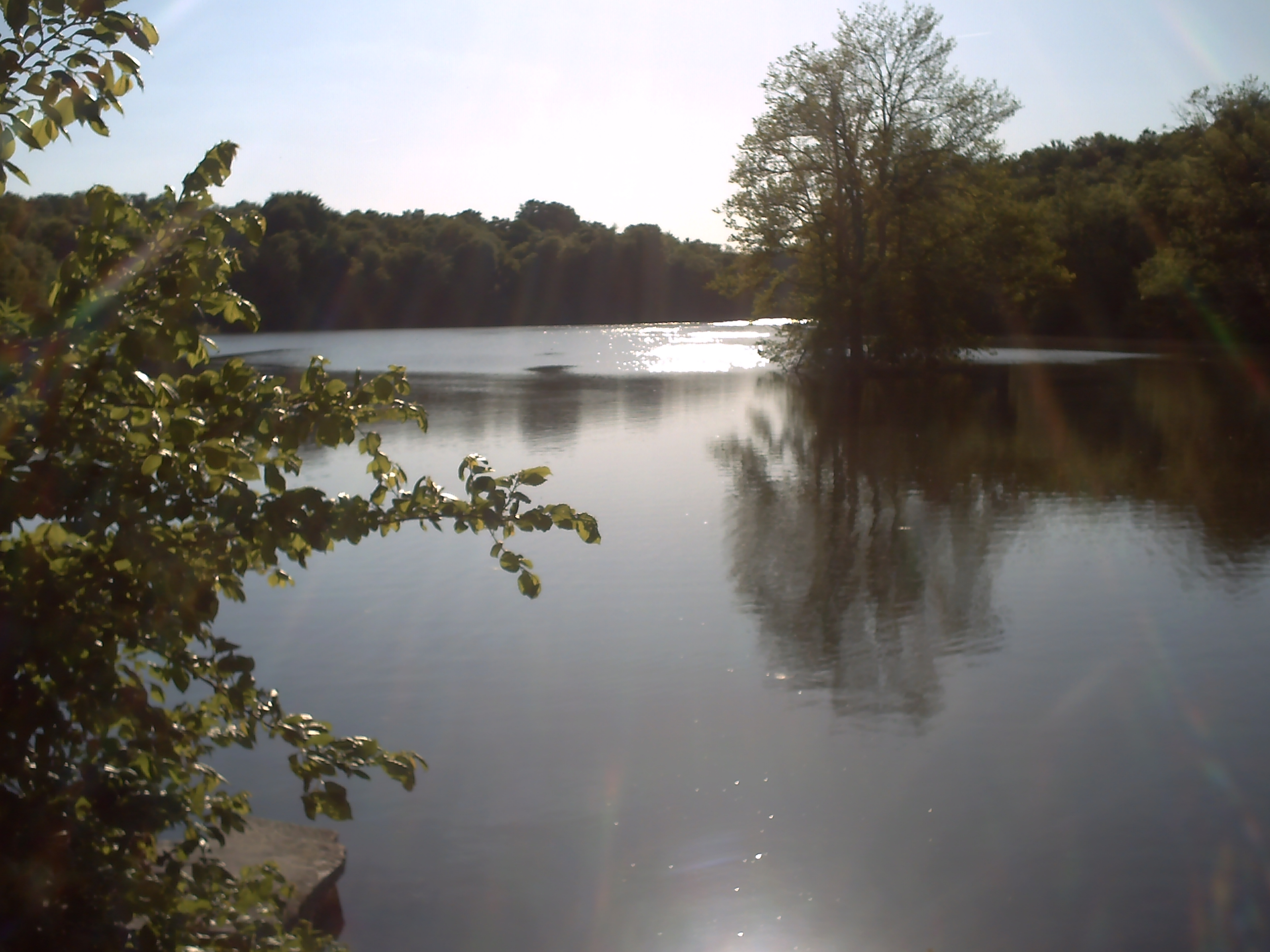
Les étangs de Commelles.
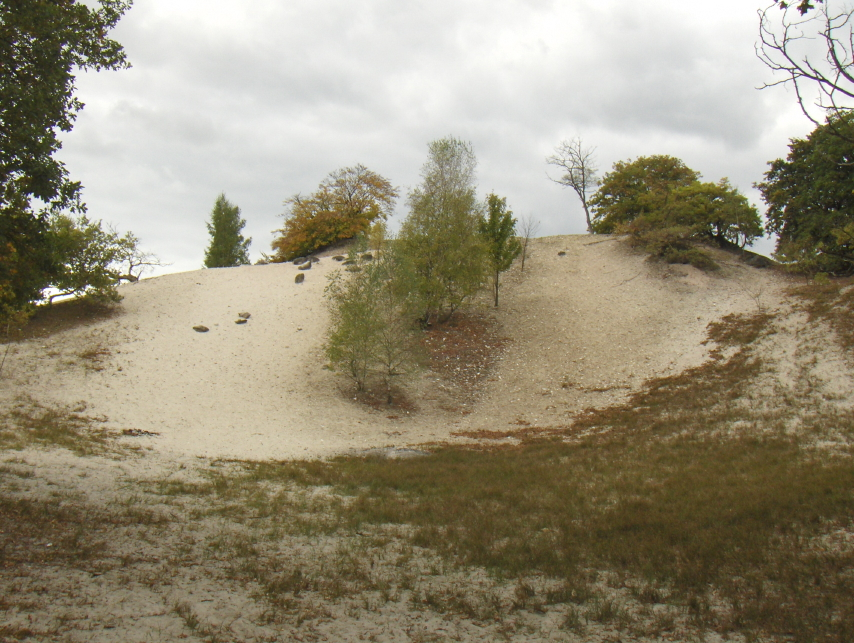
Butte d'Aumont en forêt d'Halatte.
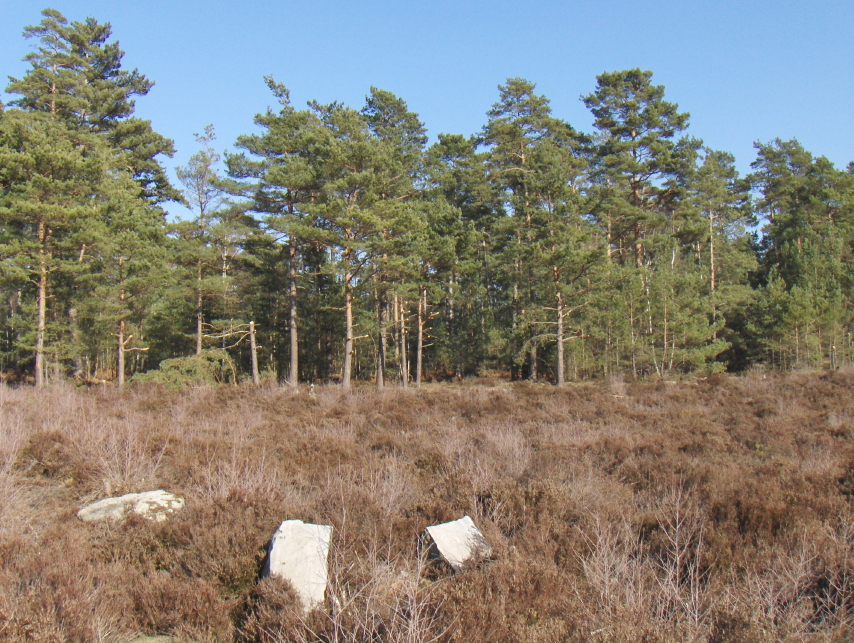
Paysage de lande et de pins en forêt d'Ermenonville.